# Simulium aokii
Simulium aokii är en tvåvingeart som först beskrevs av Takahasi 1941.  Simulium aokii ingår i släktet Simulium och familjen knott. Inga underarter finns listade i Catalogue of Life.